# SpaceX Crew-2
SpaceX Crew-2 fue el segundo vuelo operativo con tripulación de una nave espacial Crew Dragon y el tercer vuelo orbital tripulado en general. La misión se lanzó el 23 de abril de 2021 a las 09:49 UTC. La misión Crew-2 transportó a cuatro miembros de la tripulación a la Estación Espacial Internacional (EEI). La misión Crew-2 utilizó la misma cápsula que Demo-2 y la misma primera etapa que la Crew-1.

## Tripulación
El 28 de julio de 2020 JAXA, ESA y NASA confirmaron los astronautas que irían a bordo en esta misión.
| Puesto                   | Astronauta                                           | Astronauta                                           |
| ------------------------ | ---------------------------------------------------- | ---------------------------------------------------- |
| Comandante               | R. Shane Kimborough, NASA Expedición 65 Tercer vuelo | R. Shane Kimborough, NASA Expedición 65 Tercer vuelo |
| Piloto                   | K. Megan McArthur, NASA Expedición 65 Segundo vuelo  | K. Megan McArthur, NASA Expedición 65 Segundo vuelo  |
| Especialista de Misión 1 | Akihiko Hoshide, JAXA Expedición 65 Tercer vuelo     | Akihiko Hoshide, JAXA Expedición 65 Tercer vuelo     |
| Especialista de Misión 2 | Thomas Pesquet, ESA Expedición 65 Segundo vuelo      | Thomas Pesquet, ESA Expedición 65 Segundo vuelo      |

| Puesto                   | Astronauta             | Astronauta             |
| ------------------------ | ---------------------- | ---------------------- |
| Comandante               | No asignado            | No asignado            |
| Piloto                   | No asignado            | No asignado            |
| Especialista de Misión 1 | Satoshi Furukawa, AJEA | Satoshi Furukawa, AJEA |
| Especialista de Misión 2 | Matthias Maurer, ESA   | Matthias Maurer, ESA   |

La tripulación de reserva está compuesta por el astronauta alemán Matthias Maurer y Kjell N. Lindgren.

## Misión

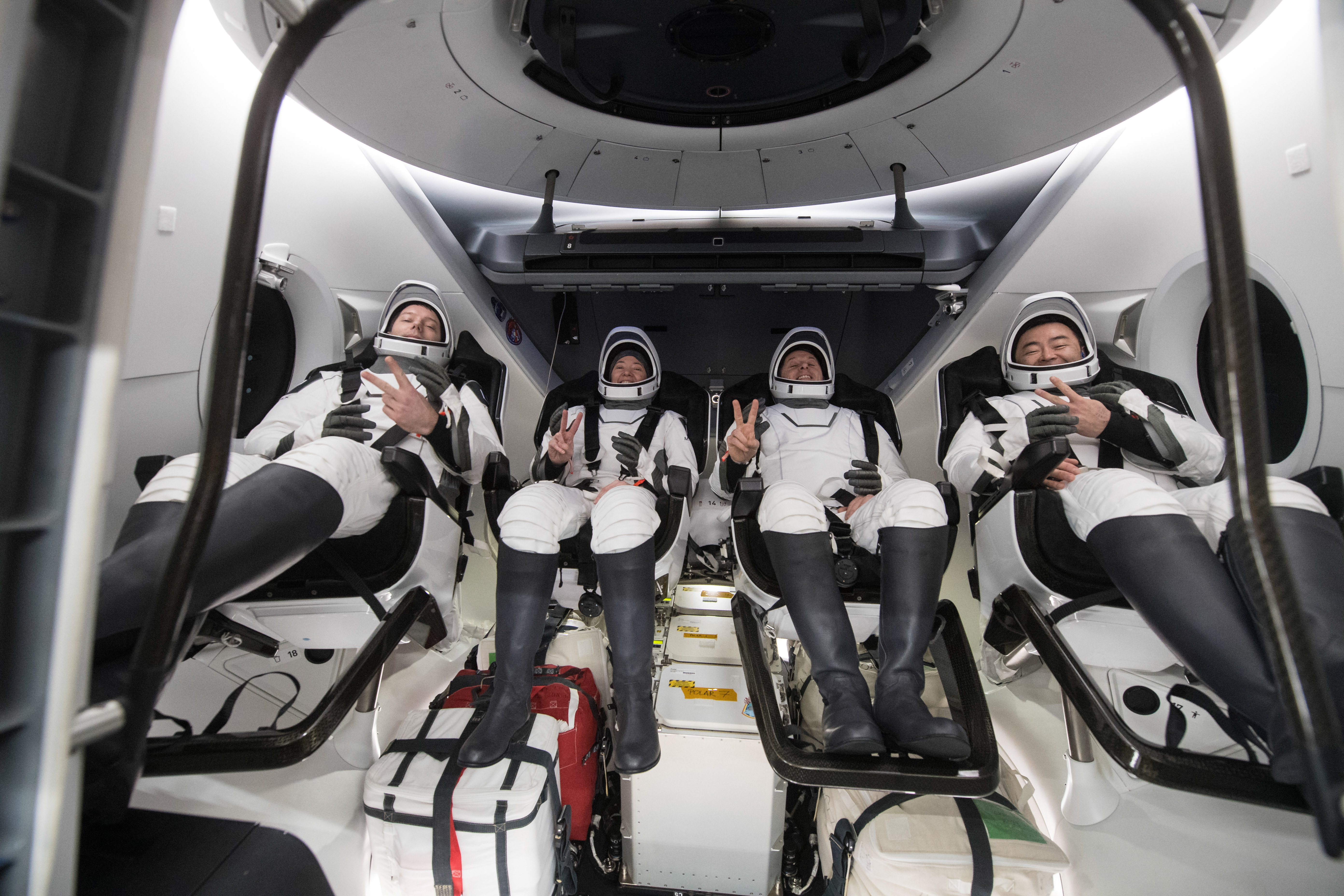
La tripulación de la misión SpaceX Crew-2 tras su amerizaje en el golfo de México

El 30 de enero de 2021, la NASA, la JAXA y la ESA anunciaron que la fecha provisional de lanzamiento sería el 20 de abril de 2021. La cápsula Crew Dragon Endeavour (C206) se acopló al puerto PMA-2 de los adaptadores IDA+PMA que se encuentran en el Harmony. 
Akihiko Hoshide sirvió como el segundo comandante japonés de la historia, durante su estancia en la estación en la Expedición 65.
Toda la tripulación estuvo compuesta por astronautas veteranos, aunque esta fue la primera visita de K. Megan McArthur a la EEI (ya que su primer vuelo espacial fue una misión de transbordador al Telescopio Espacial Hubble).
Esta fue la segunda misión de Thomas Pesquet a la Estación Espacial Internacional y se llamó Alpha, (después de la primera llamada "Proxima" durante la Expedición 50), en honor a Alpha Centauri, el sistema estelar más cercano a la Tierra, siguiendo la tradición francesa de nombrar las misiones espaciales como estrellas o constelaciones.
Esta fue la primera misión tripulada que voló con una primera etapa de un Falcon 9 ya usada anteriormente (durante la misión Crew-1) y con una cápsula Dragon 2 reutilizada, la Endeavour, que ya voló en 2020 en el vuelo de certificación de la nave Dragon 2, durante la misión Crew Dragon Demo-2.
Debido al mal tiempo, la misión se retrasó para el 23 de abril de 2021 a las 09:49 UTC. Tras una estadía de 199 días, la cápsula de desacopló de la EEI el 8 de noviembre de 2021 y amerizó en el Golfo de México el 9 de noviembre de 2021. SI bien se pretendía que la misión Crew-3 fuera lanzada antes del amerizaje de Crew-2, condiciones meteorológicas y un problema médico menor en uno de los miembros de la tripulación obligó a retrasar el lanzamiento, realizando un traspaso indirecto entre misiones estadounidenses a la EEI.